# Ventschau
Ventschau ist ein Ortsteil der Gemeinde Tosterglope in Niedersachsen.

## Geschichte
Der Ort wurde 1360 erstmals unter dem Namen Fentzekow erwähnt.
Am 1. März 1974 wurden die bis dahin selbstständigen Gemeinden Tosterglope und Ventschau zur neuen Gemeinde Tosterglope zusammengelegt.

### Einwohnerentwicklung
| Jahr      | 1848 | 1910 | 1925 | 1933 | 1939 | 2007 | 2017 |
| --------- | ---- | ---- | ---- | ---- | ---- | ---- | ---- |
| Einwohner | 121  | 179  | 179  | 160  | 152  | 366  | 374  |